# Hiisjärvi (sjö i Ilomants, Norra Karelen)
Hiisjärvi är en sjö i kommunen Ilomants i landskapet Norra Karelen i Finland. Sjön ligger 151,5 meter över havet. Den är 6 meter djup. Arean är 69 hektar och strandlinjen är 6,99 kilometer lång. Sjön  ingår i Vuoksens huvudavrinningsområde.   Den ligger omkring 85 kilometer nordöst om Joensuu och omkring 460 kilometer nordöst om Helsingfors. 